# Der Mistkerl
Der Kinderfilm Der Mistkerl ist eine deutsche Filmkomödie aus dem Jahr 2001.

## Handlung
Die zehnjährige Pauline lebt zusammen mit ihrer alleinerziehenden Mutter. Der Vater hat die Familie schon vor langer Zeit verlassen. Mit ihrem Freund Leon, der öfters bei ihr übernachtet, versteht sich Pauline sehr gut. Die beiden Kinder entdecken, dass Paulines Mutter einen neuen Freund hat. Daraufhin möchte Paulines Mutter diesen ihnen vorstellen. Doch es stellt sich heraus, dass dieser keine Kinder mag. Es sagt, er würde von Familie „Verstopfung“ bekommen. Daher geht die Beziehung in die Brüche.
Da der „Mistkerl“ ihre Mutter verletzt hat, schwört Pauline Rache. Zusammen mit Leon verschaffen sie sich heimlichen Zutritt zur Wohnung des „Mistkerls“. Gemeinsam beschädigen sie einige Sachen in seiner Wohnung. Zudem schüttet Pauline Cola in den Benzintank seines Motorrades. Anschließend beobachten sie von draußen, wie der „Mistkerl“ über die Zerstörungen flucht und dann mit dem Motorrad wegfährt. Die beiden freuen sich über ihren Streich. Doch die Freude währt nicht lange, denn sie hören einen Unfall. Als sie um die Hausecke kommen, sehen sie den Freund von Paulines Mutter auf der Straße liegen. Dieser wird in ein Krankenhaus gebracht.
Pauline denkt, dass sie schuld an dem Unfall ist. Sie besucht den Freund ihrer Mutter im Krankenhaus. Dabei tarnt sie sich als christliche Pfadfinderin. Nachdem Pauline festgestellt hat, dass ihre Mutter ihn noch immer vermisst, schwört sie bei ihrem Leben, die beiden wieder zusammenzubringen. Dies stellt sich als gar nicht so einfach heraus. Erst als sie im Zoo droht, sich in das Löwengehege zu stoßen, kommen diese schließlich wieder zusammen.
Der Alltag kehrt ein in der neuen Familie. Und Pauline stellt fest, dass es nicht so einfach ist mit dem neuen Vater. Als ihre Mutter dann auch noch ein Kind erwartet, reicht es Pauline endgültig. Sie beschließt, ihre eigene Familie zu gründen. Dazu „heiratet“ sie Leon. Doch Leon kann nicht bei Pauline bleiben, da seine Eltern umziehen.
Am Tage der Hochzeit ihrer Mutter reißt Pauline von zuhause aus. Sie versteckt sich auf einem Schiff nach Brasilien. Ihr Verschwinden wird schließlich bemerkt, und noch bevor ihre Eltern verheiratet sind, müssen sich diese auf die Suche nach ihr machen. Nach der Aussprache auf dem Schiff, kann auch Pauline ihren neuen Vater akzeptieren.
Nach einigen Monaten können Pauline und Leon sich in den Sommerferien wiedersehen. Das Baby ist inzwischen geboren worden, und die Familie hat sich endgültig zusammengefunden.

## Auszeichnungen
- 2001, Cinekid, niederländische Kinderfilmauszeichnung, für Andrea Katzenberger
- 2001, Giffoni Film Festival, italienische Auszeichnung, für Andrea Katzenberger